# Diario literario

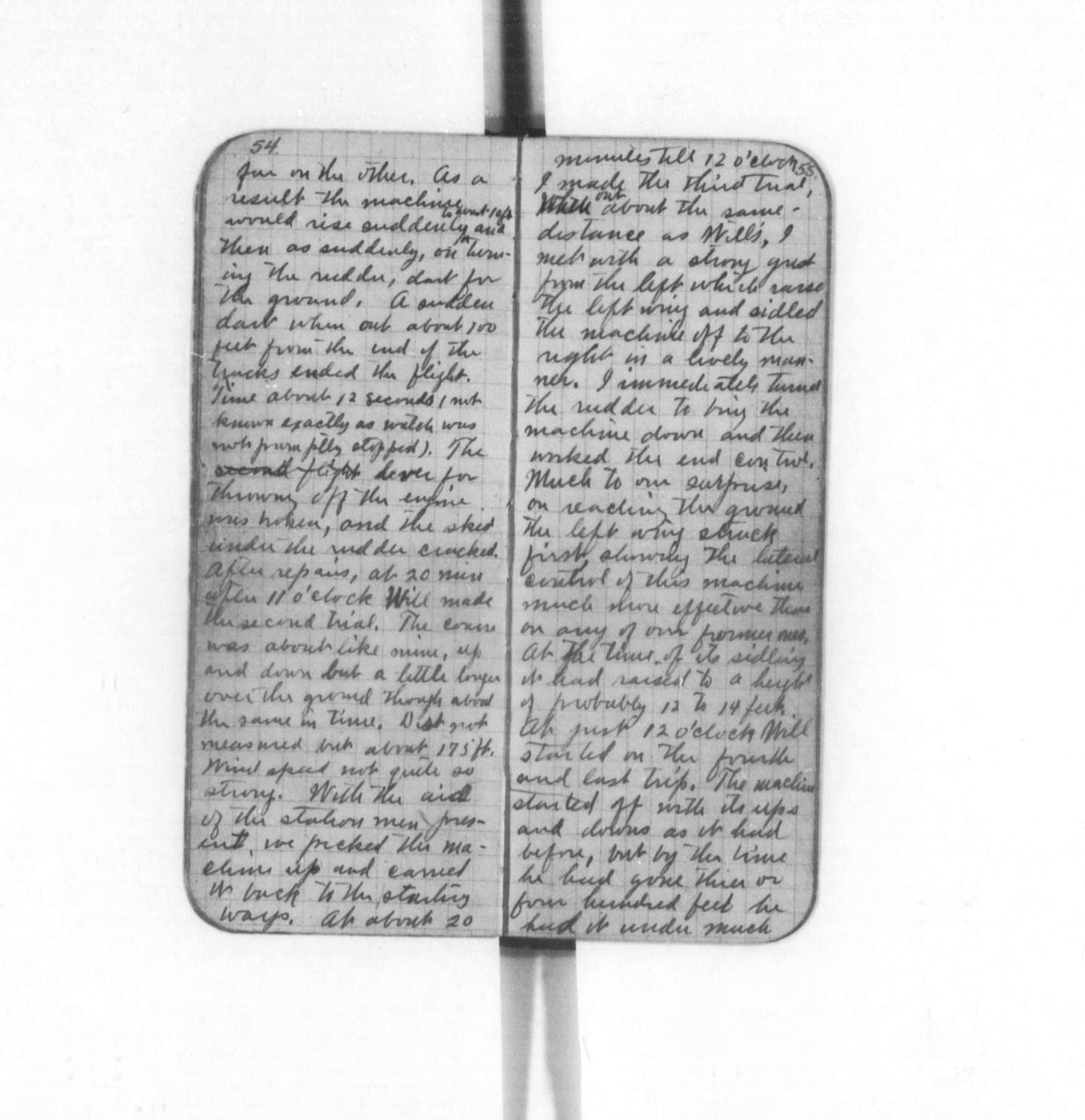
Diario de Orville Wright

El diario literario es un nuevo subgénero, nacido del diario íntimo o personal y relacionado con la biografía y la autobiografía. Se trata de un texto que de manera fragmentaria y con el registro de la fecha suele destinarse a una lectura pública, normalmente en vida del autor. El diario literario no es un diario de escritor, aunque sí un diario con voluntad de estilo. 
Del doble estatus del diario literario se ha ocupado la crítica literaria. Su dimensión referencial puede ser explicada mediante el pacto autobiográfico, pero la lectura ficcional del diario personal requiere la presencia de componentes narrativos. Erigido como motor del diario literario, aparecerá el llamado Yo diarístico, que revelará la capacidad del protagonista del texto para constituirse en personaje literario y desarrollar, a partir de sí, el resto de elementos narrativos: espacio, tiempo, personajes. El espacio juega un papel importante en el diario. En especial el espacio íntimo que descubrimos en el diario se convertirá también en una de las cuestiones más recurrentes de los estudios del diarismo: cómo se construye la intimidad en el texto diarístico.

## Historia

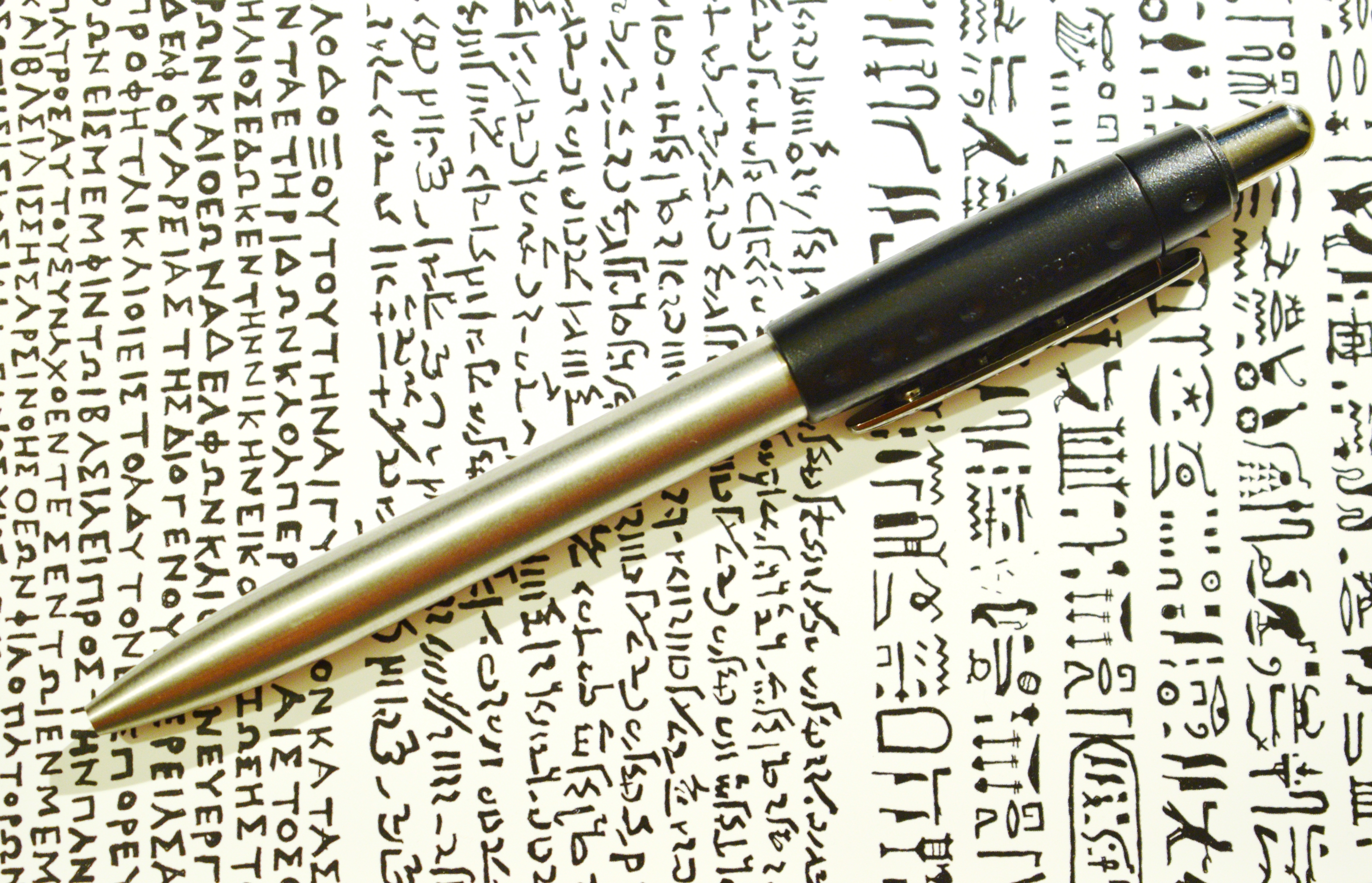
Bolígrafo del.

La etiqueta de diario personal, producto del registro cotidiano, normalmente fechado, de cualquier asunto, empieza a usarse como marbete en los siglos XVII y XVIII, cuando su uso de forma individual pasa a ser frecuente. Nace pues el diario personal, que no se hace visible hasta el siglo XIX, momento en el que se publica y evoluciona hasta formar parte del sistema literario. La trayectoria diversa que el diario personal experimenta en las diferentes tradiciones literarias, hace que la obra resultante posea diferentes denominaciones: en Francia aparece el sintagma journal intime, que tiene un impacto inmediato en los estudios literarios y que en este contexto se utiliza como etiqueta general en muchos de los acercamientos del siglo XX y XXI.

### Diarios en la tradición anglosajona
- Diario, de Samuel Pepys, famoso por su viva descripción de la intimidad, la vida privada, la sociedad y comentarios sobre la política de la Inglaterra del siglo XVII. Inspiró otros ejemplos posteriores del género.
- En Life and Letters of James David Forbes (1873), se recopilan amplios fragmentos del diario personal de James David Forbes.
- Diario de Ana Frank, las experiencias escritas por Ana Frank, la adolescente judía que vivió encerrada con su familia en su casa en Ámsterdam y que murió en los campos de concentración del nazismo.

### Diarios en la tradición francesa
A lo largo del siglo XIX se producen las primeras publicaciones de diarios personales en Francia, como el de Maine de Biran (1845), el de Maurice de Guérin (1861), el de Stendhal (1888) o el de Benjamin Constant (1895). En la Suiza francófona se publicará el que va a ser el diario más importante del siglo XIX, el de Henri-Frédéric Amiel (1883).

### Diarios en la tradición rusa
- Diario de un loco, de Nikolái Gógol.

## Diarios literarios en español

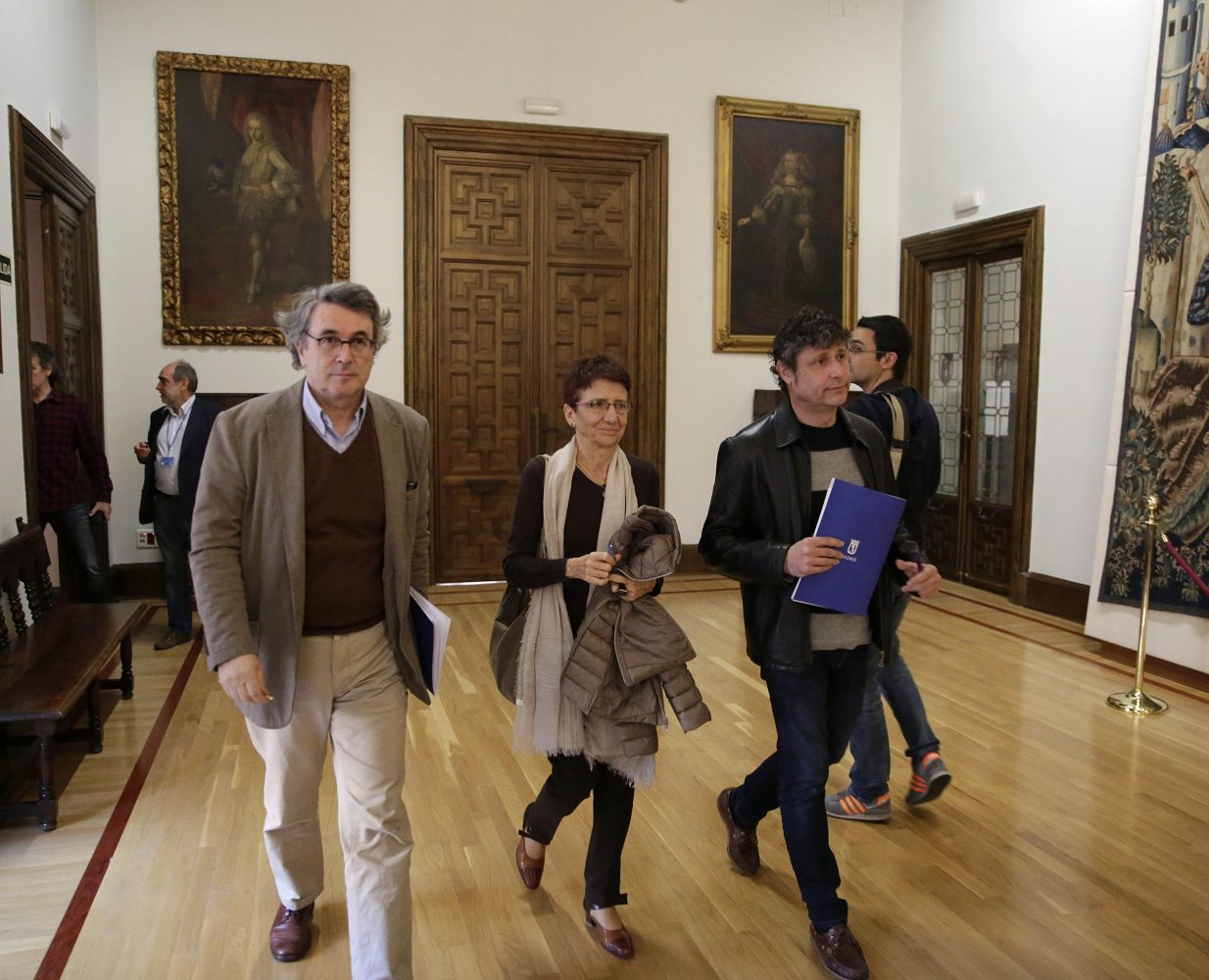
Andrés Trapiello, junto con otros vocales del comisionado de Memoria Histórica en marzo de 2017

Uno de los primeros diarios literarios en español es Iluminaciones en la sombra (1910), la última obra, aparecida de manera póstuma, de Alejandro Sawa. Tras la guerra civil española, fue César González Ruano el primero en publicar su Diario íntimo, aparecido en 1951. En efecto, tras el éxito obtenido con la publicación de sus Memorias (1950), la aparición de su Diario íntimo revela la relación del diarismo y del periodismo. En palabras de Álvaro Luque Amo: 

Esta coincidencia entre diario periodístico y diario personal no es casual; el columnista es algo parecido a un diarista que a diferencia del diario personal no narra su intimidad ni se ubica en un espacio más cercano al Yo, sino que narra lo externo, aquello que es o puede ser materia de noticiario. El Yo periodístico de González-Ruano, como el de Umbral y otros periodistas de renombre, se asemeja mucho a este Yo del diario; por ese motivo, no deben extrañar las semejanzas entre la labor periodística y la diarística de Ruano.
Álvaro Luque Amo, Diario personal y literatura en la obra de César González Ruano.

Algunos diarios de relieve
- Diario de juventud (2013), de Idea Vilariño.
- Salón de pasos perdidos, de Andrés Trapiello.[10]
- Diarios (1999-2019), de Iñaki Uriarte. Editados en Logroño por Pepitas de Calabaza.